# Xiaomi Mi MIX 2
Xiaomi Mi MIX 2 — смартфон компанії Xiaomi, що належить до дизайнерської серії Mi MIX та був розроблений спільно з французьким дизайнером Філіппом Старком. Також була версія Xiaomi Mi MIX 2 Special Edition, особливістю якої став білий колір, повністю керамічний корпус та кількість оперативної пам'яті. Були представлені 11 вересня 2017 року разом з Xiaomi Mi Note 3.

## Дизайн
Екран виконаний зі скла Corning Gorilla Glass 4. У Mi MIX 2 задня панель смартфона виконана з кераміки, а бокова частина виконана з алюмінію. В Xiaomi Mi MIX 2 SE корпус повністю виконаний з кераміки. Також в Mi MIX 2 SE присутнє золоте обрамлення камери та сканера відбитків пальців.
Знизу знаходяться роз'єм USB-C, динамік та стилізований під динамік мікрофон. Зверху розташований другий мікрофон. З лівого боку розташований слот під 2 SIM-картки. З правого боку розміщені кнопки регулювання гучності та кнопка блокування смартфона. Сканер відбитка пальця знаходиться на задній панелі.
В Україні Xiaomi Mi MIX 2 продавався в чорному кольорі, а Mi MIX 2 SE — в білому.

## Технічні характеристики

### Платформа
Смартфон отримав флагманський на той час процесор Qualcomm Snapdragon 835 з тактовою частотою 2.8 ГГц, та графічний процесор Adreno 540.

### Батарея
Батарея отримала об'єм 3400 мА·год та підтримку швидкої зарядки Quick Charge 3.0 на 18 Вт.

### Камера
Смартфон отримав основну камеру 12 Мп, f/2.0 з фазовим автофокусом та здатністю запису відео в роздільній здатності 4K@30fps. Фронтальна камера отримала роздільність 5 Мп, діафрагму f/2.0 та здатність запису відео в роздільній здатності 1080p@30fps.

### Екран
Екран IPS LCD, 5.99", FullHD+ (2160 × 1080) та щільністю пікселів 403 ppi. Це перший смартфон Xiaomi, що отримав співвідношення сторін 18:9. Смартфон має мінімальні рамки по боках та зверху і великий відступ знизу де знаходиться фронтальна камера.

### Пам'ять
Mi MIX 2 продавався в комплектаціях 6/64, 6/128 та 6/256 ГБ.
Mi MIX 2 Special Edition продавався в комплектації 8/128 ГБ.

### Програмне забезпечення
Смартфон був випущений на MIUI 9, що базувалася на Android 7.1.2 Nougat. Був оновлений до MIUI 12 на базі Android 9 Pie.